# ادیت شوش
ادیت شوش (مجاری: Edit Soós؛ ‏ ۷ اوت ۱۹۳۴ – ۱۳ ژوئیهٔ ۲۰۰۸) بازیگر اهل مجارستان بود.
از فیلم‌ها یا مجموعه‌های تلویزیونی که وی در آن‌ها نقش داشته‌است، می‌توان به بهشت موقت اشاره نمود.